# Griesbach-au-Val
Griesbach-au-Val är en kommun i departementet Haut-Rhin i regionen Grand Est (tidigare regionen Alsace) i nordöstra Frankrike. Kommunen ligger i kantonen Munster som tillhör arrondissementet Colmar. År 2022 hade Griesbach-au-Val 682 invånare.

## Befolkningsutveckling
Antalet invånare i kommunen Griesbach-au-Val
| Referens: INSEE |